# Одісе Роші
Одісе Роші (алб. Odise Roshi; нар. 22 травня 1991, Фієрі) — албанський футболіст, півзахисник турецького «Ерзурумспора».

## Клубна кар'єра
Народився 22 травня 1991 року в місті Фієрі. Вихованець футбольної школи місцевого клубу «Аполонія». Дорослу футбольну кар'єру розпочав 2006 року в основній команді того ж клубу, в якій провів два з половиною сезони, взявши участь у 28 матчах чемпіонату.
Протягом 2009—2011 років захищав кольори команди клубу «Фламуртарі», у складі якого став володарем Кубка Албанії.
Своєю грою за останню команду привернув увагу представників тренерського штабу німецького «Кельна», до складу якого приєднався у травні 2011 року як вільний агент. Відіграв за кельнський клуб наступний сезон своєї ігрової кар'єри, досить регулярно виходячи на заміни в іграх основної команди.
6 серпня 2012 року на умовах оренди перейшов до клубу Другої Бундесліги «Франкфурта». За рік франкфуртський клуб викупив контракт албанця.
Попри регулярні виходи на поле у складі «Франкфурта» контракт Роші з клубом, якій добіг кінця влітку 2015, подовжено не було, і 6 червня він на правах вільного агента уклав трирічну угоду з хорватською «Рієкою».

## Виступи за збірні
2006 року дебютував у складі юнацької збірної Албанії, взяв участь у 5 іграх на юнацькому рівні.
Протягом 2008—2011 років залучався до складу молодіжної збірної Албанії. На молодіжному рівні зіграв у 12 офіційних матчах, забив 7 голів.
Восени 2011 року дебютував в офіційних матчах у складі національної збірної Албанії. Наразі провів у формі головної команди країни 72 матчів, забивши 5 голів.
| Дата       | Місто      | Господарі          | Результат | Гості              | Турнір                  | Голи | Примітки |
| ---------- | ---------- | ------------------ | --------- | ------------------ | ----------------------- | ---- | -------- |
| 7-10-2011  | Париж      | Франція            | 3 – 0     | Албанія            | Відбір до ЧЄ 2012       | -    |          |
| 11-10-2011 | Тирана     | Албанія            | 1 – 1     | Румунія            | Відбір до ЧЄ 2012       | -    | 77'      |
| 11-11-2011 | Шкодер     | Албанія            | 0 – 1     | Азербайджан        | товариський матч        | -    | 87'      |
| 15-11-2011 | Скоп'є     | Північна Македонія | 0 – 0     | Албанія            | товариський матч        | -    | 45'      |
| 29-2-2012  | Тбілісі    | Грузія             | 2 – 1     | Албанія            | товариський матч        | -    |          |
| 15-8-2012  | Тирана     | Албанія            | 0 – 0     | Молдова            | товариський матч        | -    | 46'      |
| 11-9-2012  | Цюрих      | Швейцарія          | 2 – 0     | Албанія            | Відбір до ЧС 2014       | -    | 73'      |
| 12-10-2012 | Тирана     | Албанія            | 1 – 2     | Ісландія           | Відбір до ЧС 2014       | -    | 46'      |
| 16-10-2012 | Тирана     | Албанія            | 1 – 0     | Словенія           | Відбір до ЧС 2014       | 1    | 37'      |
| 14-11-2012 | Женева     | Албанія            | 0 – 0     | Камерун            | товариський матч        | -    | 78'      |
| 6-2-2013   | Тирана     | Албанія            | 1 – 2     | Грузія             | товариський матч        | -    | 76'      |
| 22-3-2013  | Осло       | Норвегія           | 0 – 1     | Албанія            | Відбір до ЧС 2014       | -    | 43'      |
| 14-8-2013  | Тирана     | Албанія            | 2 – 0     | Вірменія           | товариський матч        | -    | 56'      |
| 6-9-2013   | Любляна    | Словенія           | 1 – 0     | Албанія            | Відбір до ЧС 2014       | -    |          |
| 10-9-2013  | Рейк'явік  | Ісландія           | 2 – 1     | Албанія            | Відбір до ЧС 2014       | -    |          |
| 11-10-2013 | Тирана     | Албанія            | 1 – 2     | Швейцарія          | Відбір до ЧС 2014       | -    | 55'      |
| 15-10-2013 | Строволос  | Кіпр               | 0 – 0     | Албанія            | Відбір до ЧС 2014       | -    |          |
| 15-11-2013 | Анталья    | Албанія            | 0 – 0     | Білорусь           | товариський матч        | -    | 65'      |
| 5-3-2014   | Дуррес     | Албанія            | 2 – 0     | Мальта             | товариський матч        | -    | 71'      |
| 7-9-2014   | Авейру     | Португалія         | 0 – 1     | Албанія            | Відбір до ЧЄ 2016       | -    | 4'       |
| 18-11-2014 | Генуя      | Італія             | 1 – 0     | Албанія            | товариський матч        | -    | 67'      |
| 29-3-2015  | Ельбасан   | Албанія            | 2 – 1     | Вірменія           | Відбір до ЧЄ 2016       | -    | 69'      |
| 13-6-2015  | Ельбасан   | Албанія            | 1 – 0     | Франція            | товариський матч        | -    | 64'      |
| 4-9-2015   | Копенгаген | Данія              | 0 – 0     | Албанія            | Відбір до ЧЄ 2016       | -    | 83'      |
| 7-9-2015   | Ельбасан   | Албанія            | 0 – 1     | Португалія         | Відбір до ЧЄ 2016       | -    | 71'      |
| 11-10-2015 | Єреван     | Вірменія           | 0 – 3     | Албанія            | Відбір до ЧЄ 2016       | -    |          |
| 13-11-2015 | Приштина   | Косово             | 2 – 2     | Албанія            | товариський матч        | -    | 81'      |
| 16-11-2015 | Тирана     | Албанія            | 2 – 2     | Грузія             | товариський матч        | -    | 64'      |
| 26-3-2016  | Відень     | Австрія            | 2 – 1     | Албанія            | товариський матч        | -    | 46'      |
| 29-3-2016  | Люксембург | Люксембург         | 0 – 2     | Албанія            | товариський матч        | -    | 67'      |
| 29-5-2016  | Гартберг   | Албанія            | 3 – 1     | Катар              | товариський матч        | -    | 72'      |
| 3-6-2016   | Бергамо    | Албанія            | 1 – 3     | Україна            | товариський матч        | -    |          |
| 11-6-2016  | Ланс       | Албанія            | 0 – 1     | Швейцарія          | ЧЄ 2016 - груповий етап | -    | 74'      |
| 15-6-2016  | Марсель    | Франція            | 2 – 0     | Албанія            | ЧЄ 2016 - груповий етап | -    | 71'      |
| 19-6-2016  | Ліон       | Румунія            | 0 – 1     | Албанія            | ЧЄ 2016 - груповий етап | -    | 77'      |
| 6-9-2016   | Шкодер     | Албанія            | 2 – 1     | Північна Македонія | Відбір до ЧС 2018       | -    | 67'      |
| 6-10-2016  | Вадуц      | Ліхтенштейн        | 0 – 2     | Албанія            | Відбір до ЧС 2018       | -    |          |
| 9-10-2016  | Шкодер     | Албанія            | 0 – 2     | Іспанія            | Відбір до ЧС 2018       | -    |          |
| 12-11-2016 | Ельбасан   | Албанія            | 0 – 3     | Ізраїль            | Відбір до ЧС 2018       | -    |          |
| Усього     |            | Матчів             | 39        |                    | Голів                   | 1    |          |